# Piabas (Ibiraçu)

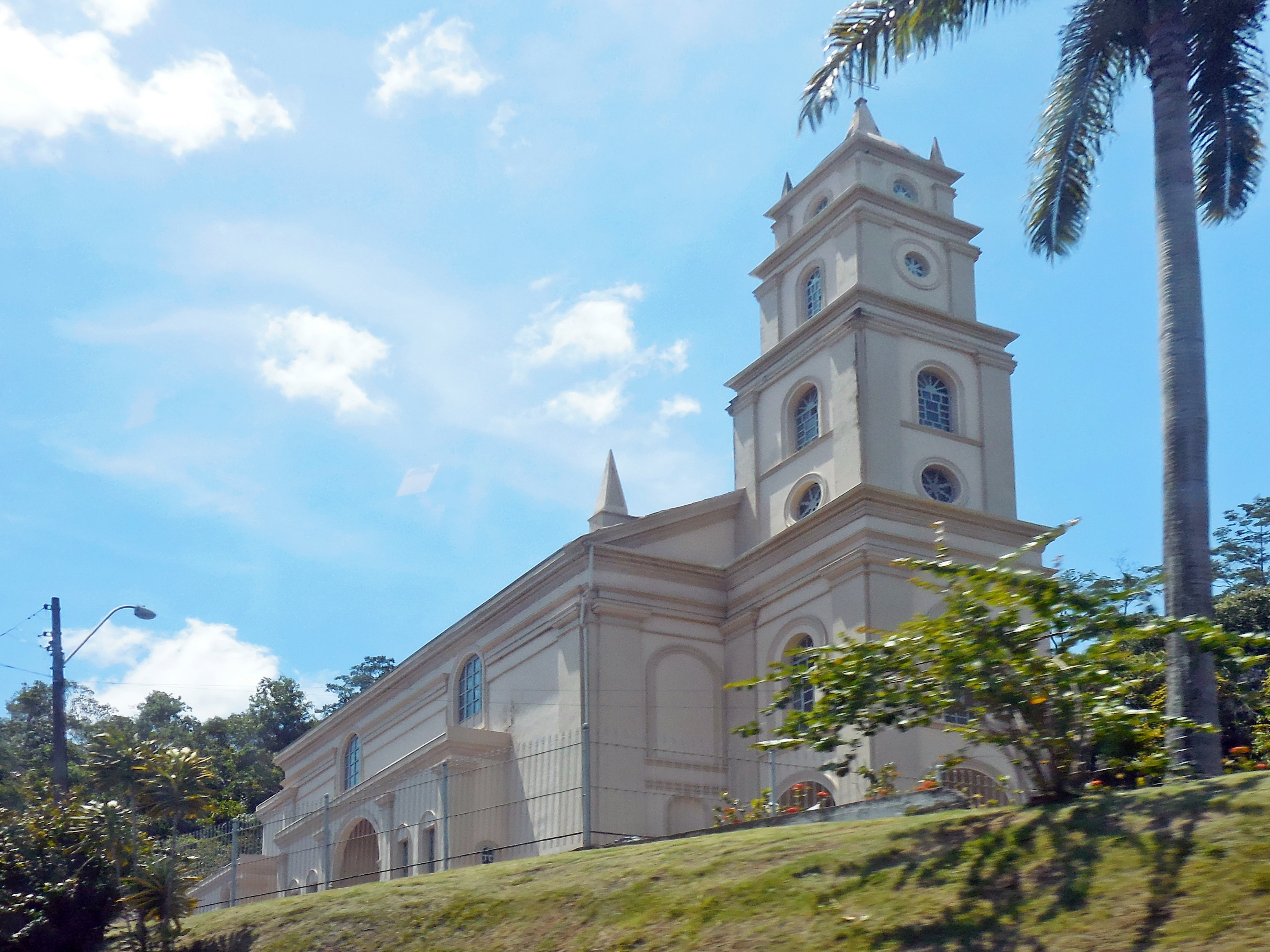
Igreja Matriz de São Marcos, Ibiraçu.

Piabas é um povoado do distrito de Pendanga, estado do Espírito Santo, Brasil, localizado a 70 km ao norte da capital capixaba. 

## História
O povoamento da região de Ibiraçu teve início no século XIX, com a chegada dos imigrantes italianos, muitos dos quais vindos de Gênova. Foram três as grandes embarcações vindas das Itália que trouxeram os primeiros habitantes de Ibiraçu, os navios a vapor Columbia, Izabella e Clementina.
Os imigrantes vieram fugidos do norte da Itália, em razão das guerras imperialistas que deterioravam o continente. A viagem levava em torno de 60 dias da Europa até o Brasil. E assim, com a chegada dos italianos, a produção de café começou a se destacar no solo da região. Em 1878, o núcleo recebeu o nome de Conde D´Eu (nome do marido da Princesa Isabel), homenageado por Aristides Guaraná que havia lutado com ele na Guerra do Paraguai. Em 1890, o então povoado passou a se chamar Bocaiúva. 
No ano de 1891 o lugar era próspero e com isso, declara a sua emancipação política, recebendo o nome de Vila Guaraná em homenagem ao general que condicionou o povoamento dos imigrantes. Foi na região que teve início a construção da estrada do Núcleo Colonial Santa Cruz e o líder dos colonos era o General Aristides Armínio Guaraná, um veterano da Guerra do Paraguai.
O nome Pau Gigante veio um ano depois devido a uma árvore exuberante de aproximadamente 60 metros que havia na região. Por fim, o nome Ibiraçu foi dado por decreto em 1943 fazendo uma alusão aportuguesada da tradução do tupi: ybyrá (árvore) + assu (grande).
O desenvolvimento urbano do município foi impulsionado pela Estrada de Ferro Vitória a Minas e, após 1960, com a BR 101. Além de uma porta de saída para mercadoria virou também uma porta de chegada para pessoas de outras partes do Brasil.

## Cachoeira
A Cachoeira de Piabas, sendo também conhecida como Cachoeira Pedrini, está localizada em Piabas, distrito rural de Ibiraçu.   

## Congo de Piabas
Em Piabas é realizada a festividade do Congo, que é dividida em quatro etapas: a cortada, a roubada, a fincada e a derrubada do mastro. A cortada representa o tronco de árvore que era utilizado para punir os escravos; a roubada significa o furto do tronco para que ele não fosse novamente utilizado para castigar os negros; a fincada é um momento de tristeza, já que representa o achado do tronco e o seu restabelecimento para a punição dos escravos; e, por fim, a derrubada representa a abolição da escravidão. 
A comissão é formada por algumas bandas, dentre elas a de São Cristóvão, Boa Vista e Piabas Irundi, sendo assim, um importante evento cultural da região. 